# Pic à poitrine tachetée
Dendropicos poecilolaemus
Espèce
Statut de conservation UICN

 LC  : Préoccupation mineure
Le Pic à poitrine tachetée (Dendropicos poecilolaemus) est une espèce d'oiseau de la famille des Picidae. Son aire de répartition s'étend sur le Cameroun, le Kenya, le Nigeria, l'Ouganda, la République centrafricaine, la République démocratique du Congo, le Rwanda, le Soudan et le Tchad.
C'est une espèce monotypique.